# Бембнувко
Бембнувко (пол. Bębnówko) — село в Польщі, у гміні Радзанув Млавського повіту Мазовецького воєводства.
У 1975-1998 роках село належало до Цехановського воєводства.